# Eugène Lachat
Eugène Amable Jean Claude Lachat (Montavon, 14 ottobre 1819 – Balerna, 1º novembre 1886) è stato un arcivescovo cattolico svizzero.
Fu vescovo di Basilea e amministratore apostolico del Canton Ticino.

## Biografia
Venne ordinato sacerdote il 24 settembre 1842 a Roma e nominato vescovo di Basilea il 26 febbraio 1863. Vittima del Kulturkampf si ritirò a Lucerna, ma nel 1884 viene nominato arcivescovo titolare di Damiata e amministratore apostolico della chiesa ticinese, incarico che occupò dal 18 dicembre 1884 alla sua morte.
Tra le sue azioni l'elezione di San Carlo Borromeo a patrono della diocesi, l'apertura del seminario San Carlo di Lugano e, durante il suo breve vicariato, la redazione della Legge sulla libertà della Chiesa cattolica e sull'amministrazione dei beni ecclesiastici.

## Genealogia episcopale e successione apostolica
La genealogia episcopale è:
- Cardinale Guillaume d'Estouteville, O.S.B.Clun.
- Papa Sisto IV
- Papa Giulio II
- Cardinale Raffaele Sansone Riario
- Papa Leone X
- Papa Paolo III
- Cardinale Francesco Pisani
- Cardinale Alfonso Gesualdo di Conza
- Papa Clemente VIII
- Cardinale Pietro Aldobrandini
- Cardinale Laudivio Zacchia
- Cardinale Antonio Barberini, O.F.M.Cap.
- Cardinale Nicolò Guidi di Bagno
- Arcivescovo François de Harlay de Champvallon
- Cardinale Louis-Antoine de Noailles
- Vescovo Jean-François Salgues de Valderies de Lescure
- Arcivescovo Louis-Jacques Chapt de Rastignac
- Arcivescovo Christophe de Beaumont du Repaire
- Cardinale César-Guillaume de la Luzerne
- Arcivescovo Gabriel Cortois de Pressigny
- Arcivescovo Hyacinthe-Louis de Quélen
- Cardinale Jacques-Marie-Adrien-Césaire Mathieu
- Vescovo Andreas Räß
- Arcivescovo Eugène Amable Jean Claude Lachat, C.PP.S.

La successione apostolica è:
- Vescovo Kaspar (Balthasar) Willi, O.S.B. (1869)
- Vescovo Augustin Egger (1882)